# Ameira parasimulans
Ameira parasimulans är en kräftdjursart som beskrevs av Lang 1965. Ameira parasimulans ingår i släktet Ameira och familjen Ameiridae. Inga underarter finns listade i Catalogue of Life.